# 惡魔羊腰

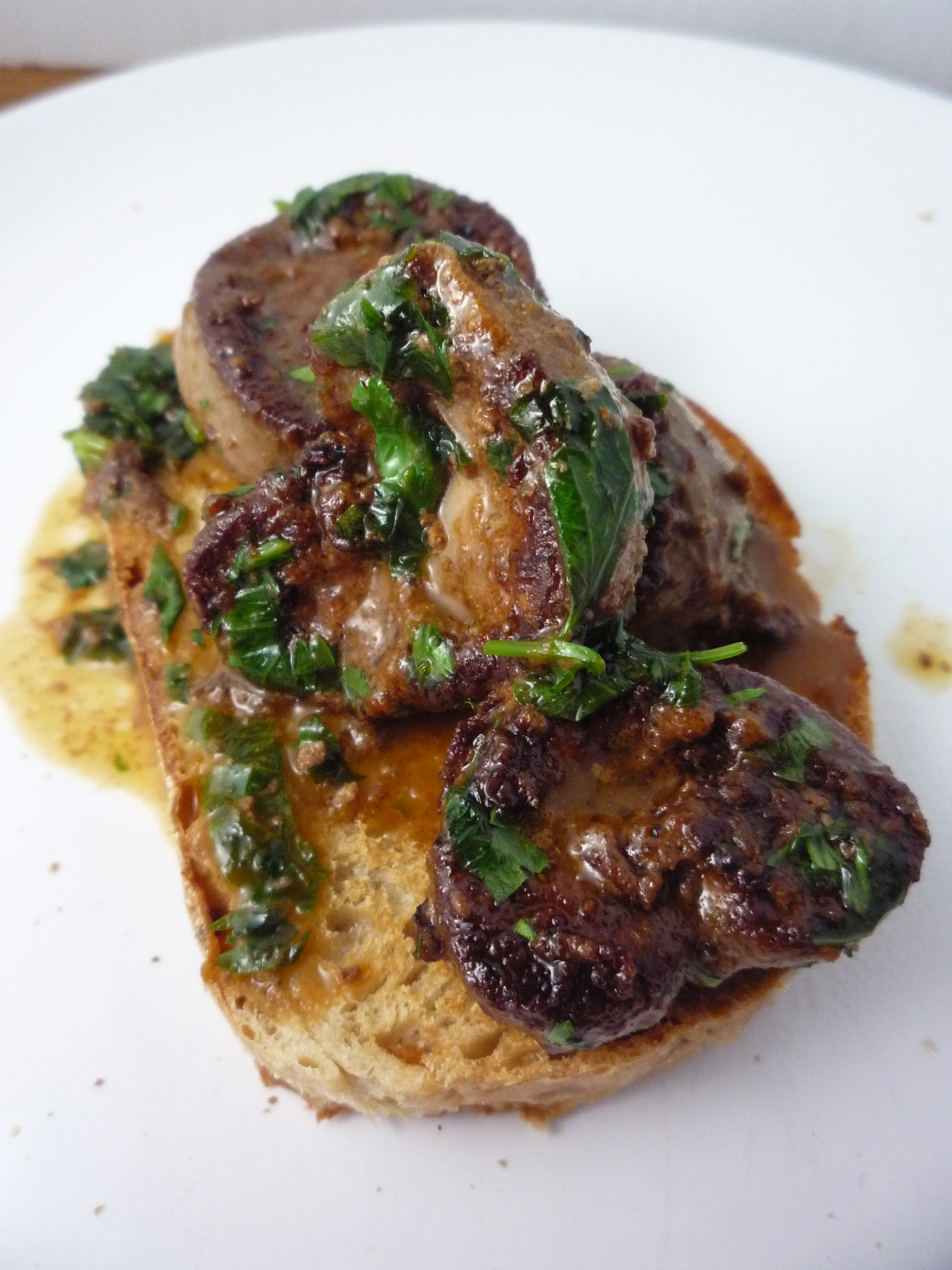
惡魔羊腰佐麵包

惡魔羊腰（Devilled kidneys）是一道英國料理，在煮熟的羔羊腎臟上淋上以伍斯特醬、芥末醬、牛油、牛角椒、黑胡椒與鹽調和的「惡魔醬」而成。有關該菜餚的紀錄最早見於18世紀，至維多利亞時代開始風行於上流階級，常作為早餐與紳士俱樂部宴會菜餚；如今則作為晚餐菜食用。